# Leif Eriksson

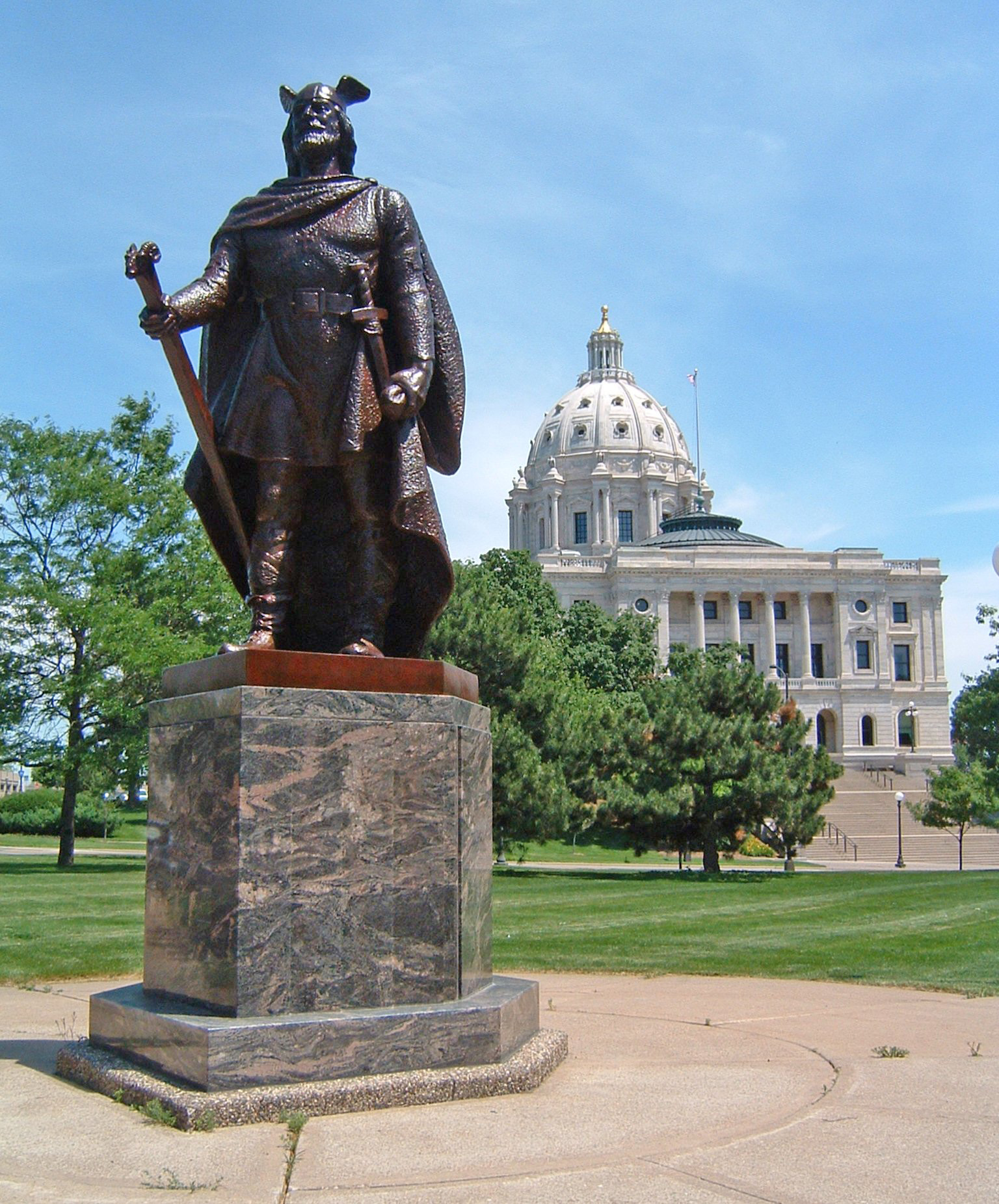
Statuie în vecinătatea Capitolului din Saint Paul în Minnesota

Leif Ericson (Limba nordică veche: Leifr Eiríksson) (c. 970 – c. 1020) a fost un explorator scandinav, considerat, în prezent, drept primul european care a debarcat în America de Nord (excluzând Groenlanda), cu 492 de ani înaintea lui Cristofor Columb. Conform Saga Islandezilor, a întemeiat o așezare în Vinland, ce a fost identificat cu situl viking de la L'Anse aux Meadows, din extremitatea nordică a insulei Newfoundland din Newfoundland și Labrador, Canada.

## Tinerețe

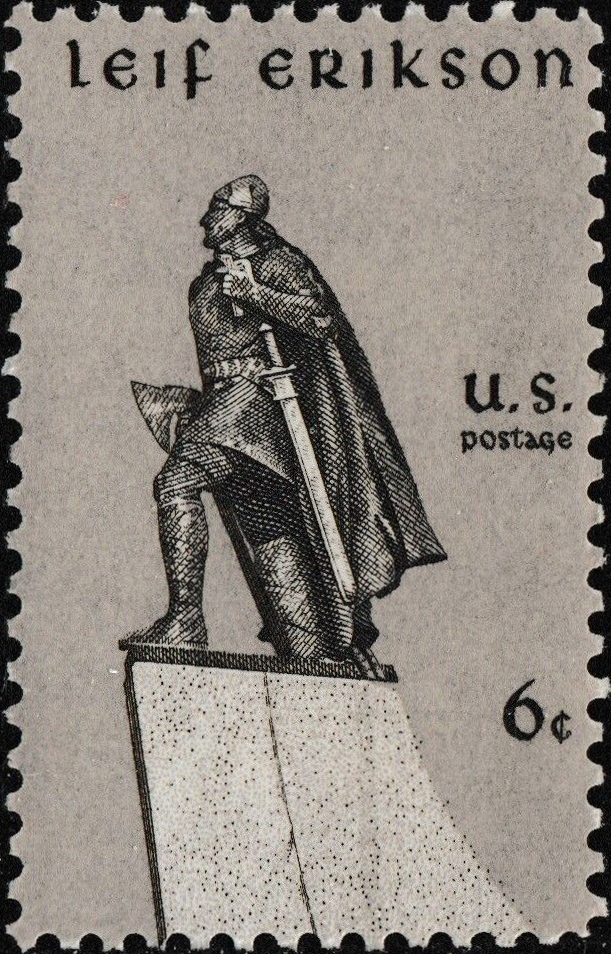
Timbru poștal din S.U.A., emis pe 9 octombrie 1968, ce-l onorează pe Leif Ericson

Se crede despre Leif ca s-a născut în jurul anului 970 în Islanda, fiul lui Erik cel Roșu (în limba nordică veche: Eiríkr hinn rauði), un explorator și proscris din Norvegia de Vest, la rândul său fiul unui proscris, Thorvald Asvaldsson (Þorvaldr Ásvaldsson). Mama lui Leif a fost Thjodhild. (Þjóðhildr).. Eric cel Roșu a întemeiat două colonii de vikingi în Groenlanda, Așezarea de Vest și Așezarea de Est, cum le numise acesta. În saga Eiríks saga rauða și manuscrisul Landnámabók ("Cartea așezării") deopotrivă, despre Erik se spune ca ar fi întalnit-o și s-ar fi căsătorit cu mama lui Leif, Þjóðhildr, în Islanda; nu este cunoscută o locație oficială pentru locul de naștere al lui Leif..
Ericson se însoară cu Thorgunna și au un fiu, Thorkell Leifsson.

## Explorarea vestului Groenlandei

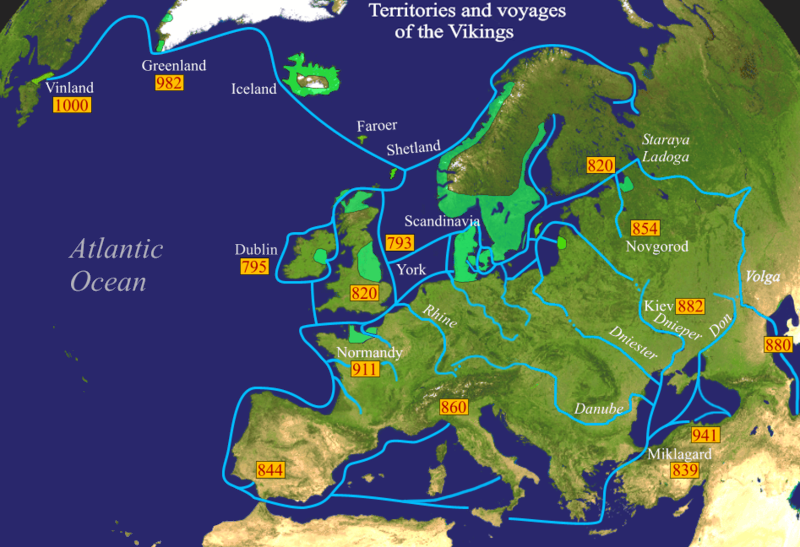
Teritoriile și călătoriile vikingilor

În timpul unei șederi în Norvegia, Eriksson se convertește la creștinism, ca mulți scandinavi la vremea aceea, la porunca regelui, Olaf Tryggvason. Când se întoarce în Groenlanda, cumpără nava lui Bjarni Herjólfsson și pornește să exploreze ținutul pe care Bjarni îl zărise la vest de Groenlanda, cel mai probabil țărmul Canadei.
Saga Groenlandezilor povestește cum Leif a plecat în anul 1002 sau 1003, pentru a urma ruta lui Bjarni, cu un echipaj de 35 de oameni, dar mergând spre nord.
Primul ținut la care ajunge era acoperit de roci plate (în nordica veche hella). L-a numit, prin urmare, Helluland ("Ținutul Rocilor Plate"). Acesta e posibil să fi fost Insula Țara Baffin. Apoi, atinge un pământ plat și împădurit, cu plaje. Pe acesta îl numește Markland ("Ținutul pădurilor"), posibil Labrador.

## Colonizarea regiunii Vinland

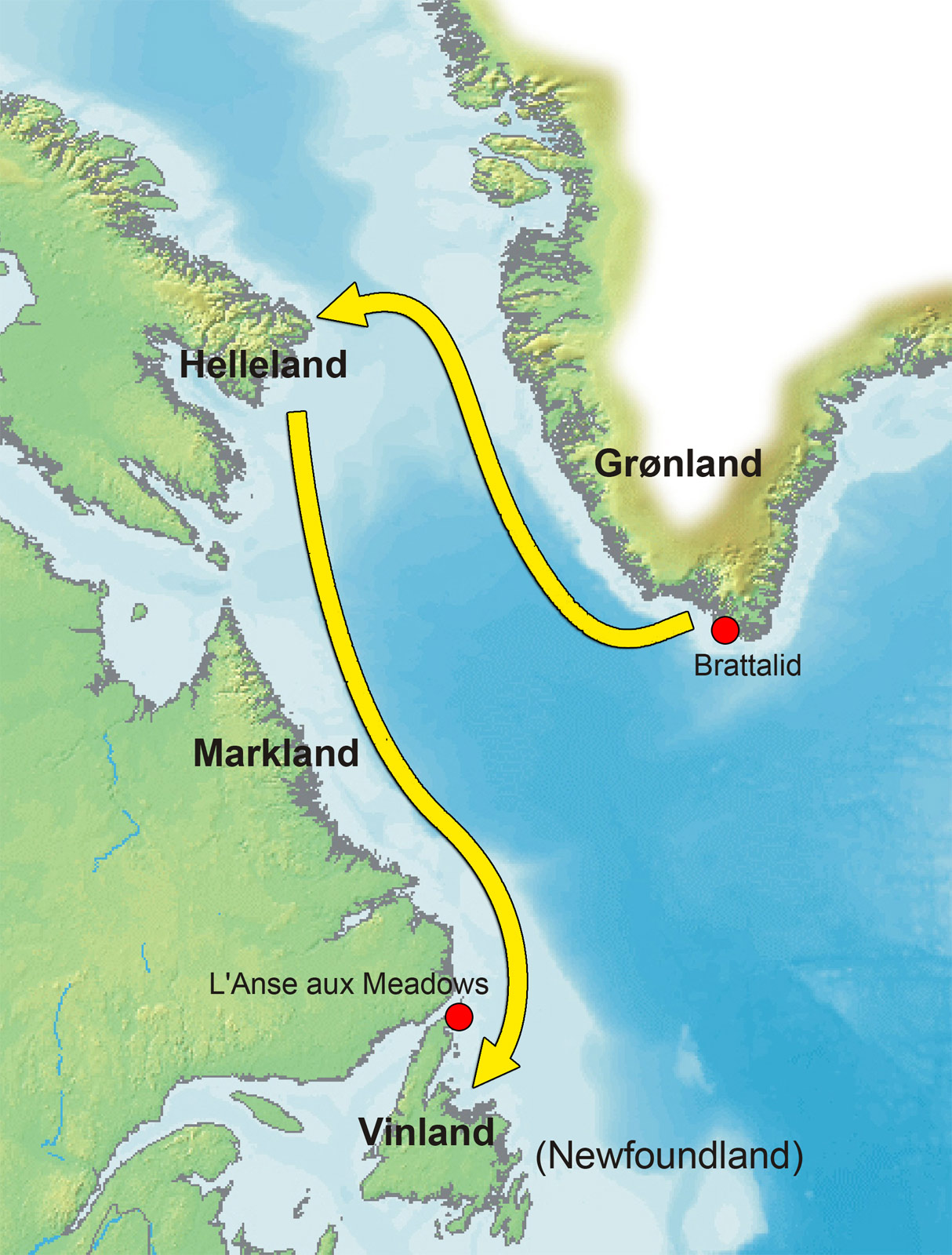
Itinerarul spre Vinland

Leif și echipajul său părăsesc Markland și descoperă din nou pământ, pe care l-au numit Vinland. Debarcă și construiesc o mică așezare. Găsesc regiunea a fi plăcută, cu viță sălbatică și somon abundent. Climatul era temperat, cu puțin îngheț iarna și iarbă verde tot anul. Râmân în regiune peste iarnă.
În timpul călătoriei de întoarcere, Leif salvează un naufragiat islandez numit Þórir și echipajul acestuia, incident ce-i aduce lui Leif porecla de "Leif cel Norocos" (în nordica veche: Leifr hinn heppni).
Cercetări efectuate în anii 1950 și 1960 de exploratorul Helge Ingstad și soția sa, arheologul Anne Stine Ingstad, au identificat o așezare vikingă localizată în extremitatea nordică a Newfoundland, cunoscută ca L'Anse aux Meadows, ce a fost corelată cu așezare lui Leif.

## Întoarcearea în Groenlanda

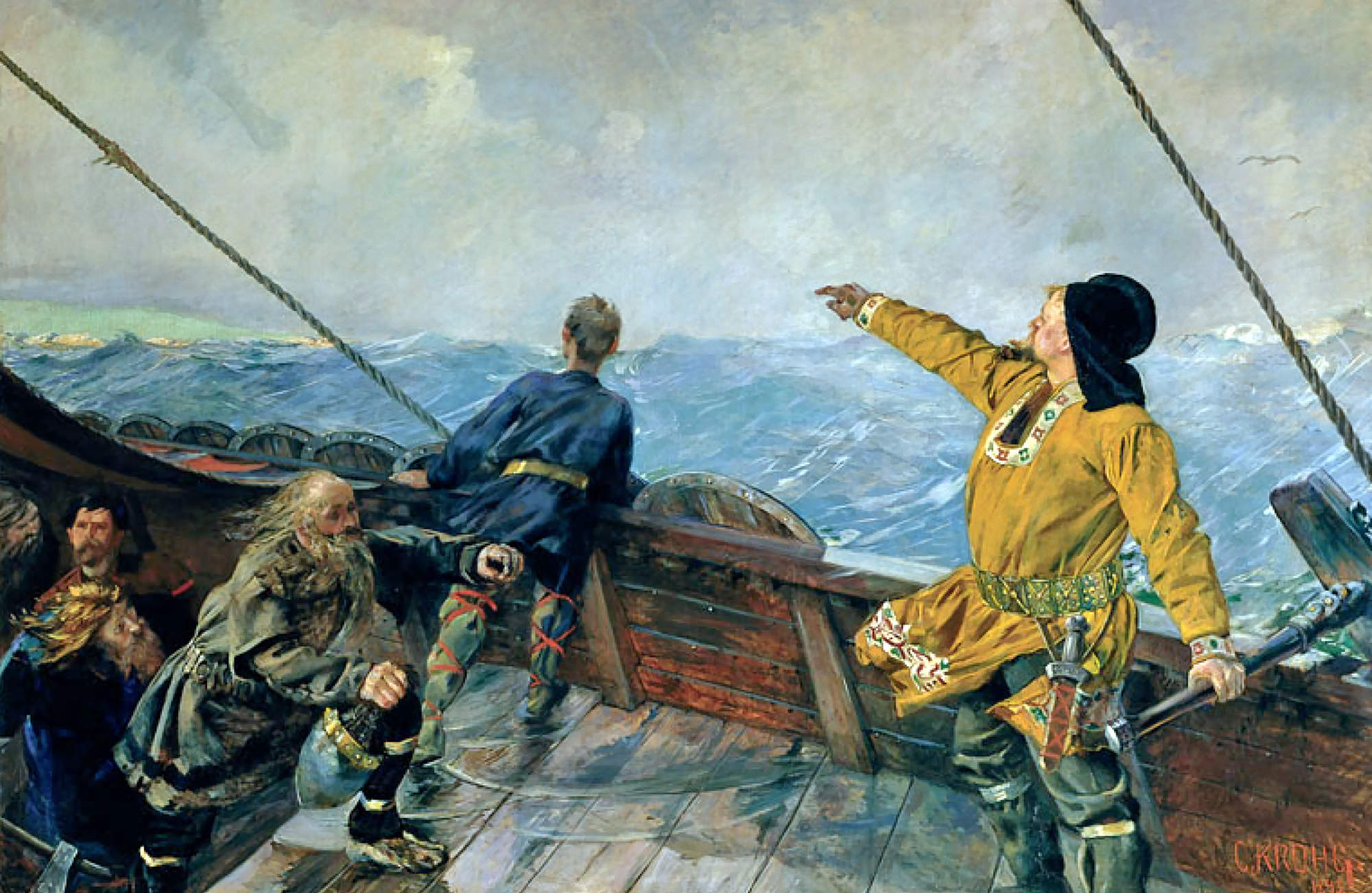
Leif Eriksson decoperǎ America (Christian Krogh, 1893)

După creștinarea sa, Leif este trimis înapoi în Groenlanda pentru a răspândi creștinismul, cu ajutorul unui preot și al unui învățător. Când se întoarce în Groenlanda, stă la Brattahlíð, împreună cu tatăl său, Erik. Auzind porecla de "Leif cel Norocos", acesta îi spune că o consideră discutabilă, pentru că deși salvase un naufragiat, a adus un preot în Groenlanda.

## Ziua Leif Erikson
În 1964, Congresul Statelor Unite ale Americii autorizează și cere președintelui să proclame 9 octombrie drept "Ziua Leif Erikson". Data a fost aleasă în legătură cu prima imigrație organizată din Norvegia în Statele Unite (nava Restauration, venind dinspre Stavanger, Norvegia, sosise în Portul New York la 9 octombrie 1825), nu după vreun eveniment din viața exploratorului.